# Motivation (canción)
«Motivation» es una canción de Kelly Rowland, desprendida de su tercer álbum de estudio Here I Am, publicado en 2011. La canción fue escrita por Jim Jonsin, Rico Love, Daniel Morris Y Lil Wayne, quien es el cantante invitado.
Desde su lanzamiento, «Motivation» recibió críticas favorables. En Estados Unidos, la canción alcanzó y ocupó la posición n.º 1 de la lista Hot R&B/Hip-Hop Songs por siete semanas; y la posición n.º 17 de la lista Billboard Hot 100.

## Créditos y personal
- Jim Jonsin – compositor, productor, programación, teclados
- Rico Love – compositor
- Daniel Morris – compositor, teclados
- Dwayne Carter – compositor
- Thurston McCrea – grabación
- Sean McCoy – asistente de grabación, asistente de mezcla
- Robert Marks – grabaciones adicionales, mezcla
- Matt Huber – asistente de mezcla
- Chris Gehringer – masterización

## Listas
| Lista (2011)                           | Mejor posición |
| -------------------------------------- | -------------- |
| Australia Urban (ARIA)                 | 36             |
| Reino Unido (UK R&B Chart)             | 38             |
| Estados Unidos (Billboard Hot 100)     | 17             |
| Estados Unidos (Hot R&B/Hip-Hop Songs) | 1              |
| US Pop Songs (Billboard)               | 33             |

## Historial de lanzamientos
| País                           | Fecha                              | Formato                              | Discográfica     |
| ------------------------------ | ---------------------------------- | ------------------------------------ | ---------------- |
| Suiza                          | 8 de abril de 2011                 | Descarga digital / remix             | Universal Music  |
| Estados Unidos                 | 9 de abril de 2011                 | Urban airplay                        | Universal Motown |
| Bélgica                        | 11 de abril de 2011                | Descarga digital / remix             | Universal Music  |
| Finlandia                      | 11 de abril de 2011                | Descarga digital / remix             | Universal Music  |
| Francia                        | 11 de abril de 2011                | Descarga digital / remix             | Barclay Records  |
| Canadá                         | 12 de abril de 2011                | Descarga digital / remix             | Universal Music  |
| Estados Unidos[cita requerida] | 12 de abril de 2011                | Descarga digital / remix             | Universal Motown |
| Países Bajos                   | 15 de abril de 2011                | Descarga digital / remix             | Universal Music  |
| Noruega                        | 15 de abril de 2011                | Descarga digital / bundle / sencillo | Universal Music  |
| Italia                         | 18 de abril de 2011                | Descarga digital / remix             | Universal Music  |
| Austria                        | 19 de abril de 2011                | Descarga digital / remix             | Universal Music  |
| Alemania                       | 19 de abril de 2011                | Descarga digital / remix             | Universal Music  |
| Países Bajos                   | 22 de abril de 2011                | Digital single / bundle              | Universal Music  |
| Suiza                          | 22 de abril de 2011                | Digital single / bundle              | Universal Music  |
| Italia                         | 26 de abril de 2011                | Digital single / bundle              | Universal Music  |
| Francia                        | 13 de mayo de 2011 (relanzamiento) | Descarga digital / remix             | Barclay Records  |
| Alemania                       | 13 de mayo de 2011 (relanzamiento) | Descarga digital / remix             | Universal Music  |
| Irlandia                       | 13 de mayo de 2011                 | Descarga digital / remix             | Universal Music  |
| Reino Unido                    | 15 de mayo de 2011                 | Descarga digital / remix             | Island Records   |
| Suecia                         | 15 de mayo de 2011                 | Descarga digital / remix             | Universal Music  |
| Estados Unidos                 | 19 de julio de 2011                | CHR airplay                          | Universal Motown |